# Jaime Preciado
Jaime Alberto Preciado (San Diego, Califórnia, 17 de maio de 1986) é o baixista da banda estaduniense Pierce the Veil, e está atualmente na gravadora Fearless Records.
Antes de se juntar a banda atual, também fez parte da banda Trigger My Nightmare, junto com Tony Perry.
Em 2014, ganhou o prêmio de melhor baixista pela Alternative Press Music Awards.

## Discografia

### Pierce The Veil
- A Flair for the Dramatic (2007)
- Selfish Machines (2010)
- Collide with the Sky (2012)
- Misadventures (2016)